# Hendrick de Moucheron
Hendrick de Moucheron, född 6 maj 1612 i Amsterdam, död 21 juli 1670 i Stockholm, var en nederländsk-svensk affärsman, ämbetsman och militär.
Hendrick de Moucherons släkt härstammade ursprungligen från Normandie, men överflyttade på grund av sin protestantiska tro till Nederländerna. Hans far var översten i rysk tjänst Cosmo de Moucheron. De moucheron studerade matematik, krigsväsen, seglation och juridik och var först i rysk tjänst men övergick senare i nederländsk. Han tjänstgjorde i Brasilien som ingenjör och överste och även i civilförvaltningen, blev advokatfiskal och senare ordinarie råd i höga justitierätten samt slutligen direktör och kommendant över militären i Alagoas, "Port-Salvo" och "Rio-Sankt Francisco". 1650 trädde han i svensk tjänst.
Inget är känt om vad för uppdrag han utförde under sina första år i svensk tjänst, men under de följande åren tituleras han hovråd. De Moucheron erhöll 1654 som donation godset Sievertshof i Livland, och 1658 blev han kommersdirektor i Livland. Han gjorde under 1660-talet fler viktiga insatser inom svensk handelslagstiftning. Han var troligen den främsta utarbetaren av den nya sjölag som började författas 1663 och blev 1665 president i sjörätten. Samma år blev han extraordinarie kommissarie i Kommerskollegium och assessor där 1666. För sina insatser vid utarbetandet av sjölagarna erhöll han 1664 en livstidspension om 600 daler silvermynt och därtill 1667 räntorna av några gårdar i Västmanland. Resultatet av hans insatser blev den 1667 antagna sjölagen som kom att gälla fram till 1864.
1666 naturaliserades han som svensk adelsman. De Moucheron utsågs samma år till direktor för en kommission som skulle upphjälpa handeln i Estland, Livland och Ingermanland, men denna tycks aldrig kommission tycks aldrig ha kommit igång. I stället blev han 1666 ledamot av viktkommissionen som på förslag av Georg Stiernhielm inrättades samma år. 1667 var han en av direktörerna i Svenska afrikanska kompaniet.
De Moucheron hade en stor boksamling av mestadels i Nederländerna tryckt litteratur inom teologi, juridik, historia, politik, geografi, matematik, krigsväsen och fortifikation. Den bokauktion som hölls 1664 vid försäljningen av samlingen är den första kända bokauktionen i Sverige.